# Frasso Sabino
Pour les articles homonymes, voir Sabino (homonymie).
Frasso Sabino est une commune italienne de la province de Rieti, dans la région Latium.

## Administration
| Période                                  | Période | Identité | Étiquette | Qualité |
| ---------------------------------------- | ------- | -------- | --------- | ------- |
|                                          |         |          |           |         |
| Les données manquantes sont à compléter. |         |          |           |         |

### Communes limitrophes
Casaprota, Monteleone Sabino, Poggio Moiano, Poggio Nativo, Poggio San Lorenzo.

## Astronomie
La commune abrite l'observatoire de Frasso Sabino. L'astéroïde (34138) Frasso Sabino, découvert par ledit observatoire, porte le nom de la commune.